# برنامه‌ریزی عملیات و فروش

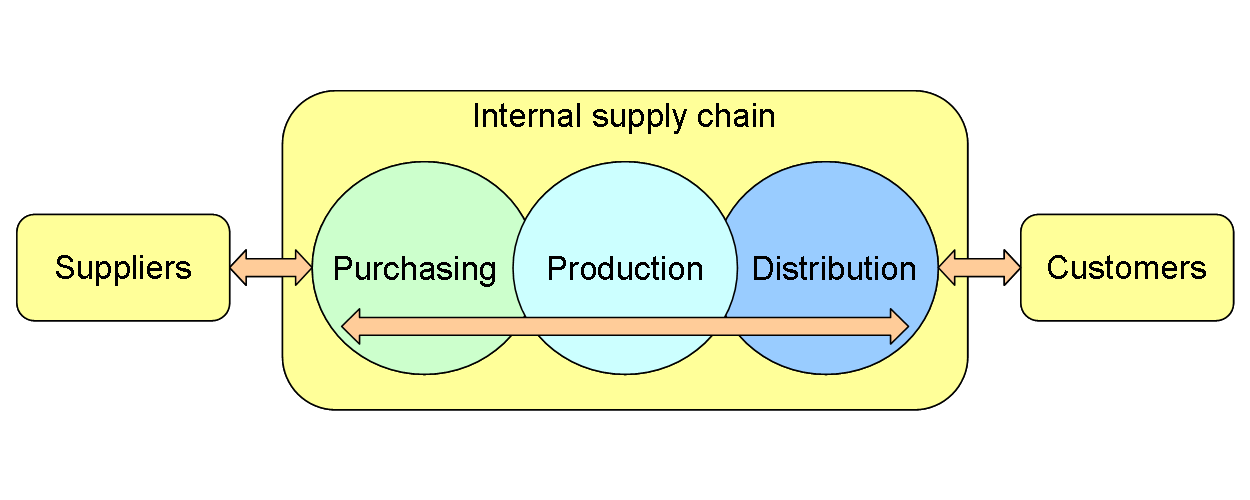
برنامه‌ریزی عملیات و فروش یک فرایند داخلی در مدیریت بازرگانی است که در دهه ۱۹۸۰ میلادی توسط ریچارد (دیک) لینگ پایه‌گذاری شد.
برنامه‌ریزی عملیات و فروش شامل پیش‌بینی به روز شده‌ای است که منجر به برنامه فروش، برنامه تولید، برنامه انبار، برنامه تحویل مشتری، برنامه تولید محصول جدید و برنامه مالی نهایی می‌گردد.
تعریف اخیر S&OP عبارت است از فرایند تصمیم گیری، ایجاد تعادل بین عرضه و تقاضا، هماهنگی حجم و ترکیب و ادغام و یکپارچه سازی برنامه‌های عملیاتی و مالی. ما از این تعریف در کار خود در این زمینه استفاده می‌نماییم زیرا این موضوع به سه نکته اساسی اشاره می‌نماید که شاید در اصلاحات تخصصی این حوزه در گذشته نادیده گرفته شده‌اند و عبارتند از:
این موضوع قطعاً شامل تصمیمات گرفته شده‌است. تنها یک مکانیزم نیست که به موجب آن پیش‌بینی تقاضا در سیستم برنامه‌ریزی شرکت قرار بگیرد.
خروجی فرایند موفق S&OP یک تعادل است، یک برنامه که کسب وکار می‌تواند به آن دست بیابد. 
این تعادل تنها براساس حجم نیست (ما می‌توانیم ۵۰۰۰واحد در هر ماه تولید نماییم) بلکه از نظر ترکیب نیز هست (... که ۲۰۰۰ می‌تواند از فولاد ضد زنگ ساخته شده و ۱۲۰۰ مورد می‌تواند شاسی نصب شده باشد).
علی رغم اینکه اسم اشاره به تلاقی فروش و عملیات دارد، این موضوع ضروری است که نتیجه و خروجی توافق شده همچنین محرک برنامه مالی باشد. البته، برنامه‌های فروش و عملیات متفاوت خواهند بود، اگر تفاوت آن‌ها در زمان موجود بین محصول تولید شده و اتمام فروش باشد.
در بسیاری از موارد، کسب و کار به حفظ موجودی کالاهای ساخته شده می‌پردازد و این موضوع منجر به سطح تولید نسبتاً پایدار در فصول مختلف، یا تقاضای متفاوت می‌شود.نتیجه S&OP این بیانیه است که «این موضوع چیزی است که ما به دنبال ایجاد آن هستیم، این موضوع چیزی است که ما به دنبال فروش آن هستیم و این برنامه همان برنامه مالی است».
البته، برنامه ساخت و تولید قابل دسترسی است، برنامه فروش می‌تواند برگرفته از موجودی پیش‌بینی شده باشد که توسط خروجی برنامه‌ریزی شده قابل برآورد است و ترکیب این دو مورد فراهم‌کننده چشم‌انداز مالی است. 
حسابداران دارای فرایند جداگانه نیستند که در آن اعداد را از هوای سبک بیرون بکشند. در حالی که هوای سبک ممکن است اغراق باشد، اگر برنامه مالی به‌طور مستقل تدوین گردد، چه اعتباری می‌تواند به دست بیاورد؟ با ترکیب برنامه‌ریزی مالی با فرایند S&OP احتمال دستیابی به برآوردهای مالی را افزایش می‌دهیم.